# هایسدورف (آلمان)
هایسدورف (به آلمانی: Heisdorf) یک شهر در آلمان است که در بیتبورگ-پروم واقع شده‌است.